# Луций Аврелий Комод Помпеян
Луций Аврелий Комод Помпеян (на латински: Lucius Aurellius Commodus Pompeianus) e политик и сенатор на Римската империя през началото на 3 век.

## Биография
Помпеян произлиза от Антиохия на Оронт в Сирия. Вероятно е син на Тиберий Клавдий Помпеян Квинтиан и Аврелия Луцила, дъщеря на римския император Луций Вер и Ания Луцила.
През 209 г. Помпеян е консул заедно с Квинт Хедий Лолиан Плавций Авит. През 211/212 г. е екзекутиран по заповед на император Каракала.

## Деца
Луций Помпеян е баща на:
- Луций Тиберий Клавдий Помпеян (консул 231 г.)
- Тиберий Клавдий Квинтиан (консул 235 г.).